# Кердорф
Кердорф (њем. Kördorf) општина је у њемачкој савезној држави Рајна-Палатинат. Једно је од 137 општинских средишта округа Рајн-Лан. Према процјени из 2010. у општини је живјело 560 становника. Посједује регионалну шифру (AGS) 7141074.

## Географски и демографски подаци
Кердорф се налази у савезној држави Рајна-Палатинат у округу Рајн-Лан. Општина се налази на надморској висини од 315 метара. Површина општине износи 7,8 km². У самом мјесту је, према процјени из 2010. године, живјело 560 становника. Просјечна густина становништва износи 72 становника/km².